# مقاطعة فسا
مقاطعة فسا (بالفارسية: شهرستان فسا) هي إحدى المقاطعات في محافظة فارس في إيران. مركز مقاطعة فسا هو مدينة فسا.